# Wolf Wiedmann-Schmidt
Wolf Wiedmann-Schmidt, geborener Wolfgang Schmidt, (* 1979 in Schwäbisch Hall) ist ein deutscher Journalist und Buchautor.
Er studierte Politikwissenschaft und Linguistik an den Universitäten Berlin, Tübingen und Uppsala und absolvierte die Deutsche Journalistenschule. Wiedmann-Schmidt ist Teamleiter im Deutschland-Ressort des Nachrichtenmagazins Der Spiegel. Zuvor arbeitete er im Investigativressort der Wochenzeitung Die Zeit und als Redakteur für Innere Sicherheit bei der Berliner Tageszeitung taz. Seine Schwerpunkte sind Rechtsextremismus, Islamismus, Terrorismus und Kriminalität. Neben der taz schrieb Wiedmann-Schmidt unter anderem für die Süddeutsche Zeitung (SZ), Neon, Das Parlament und Cicero.
Wolf Wiedmann-Schmidt lebt in Berlin.

## Auszeichnungen
Für die Recherchen zur Ibiza-Affäre wurde er zusammen mit anderen beteiligten Journalisten zum einen im Jahr 2019 mit dem Deutschen Reporterpreis ausgezeichnet und zum anderen im Jahr 2020 mit dem Nannen Preis.
2009, 2010, 2017, 2021 und 2024 war er für den Deutschen Reporterpreis nominiert.
2019 war er mit Britta Stuff für eine Reportage über zwei Opfer vom Berliner Breitscheidplatz für den Egon-Erwin-Kisch-Preis nominiert.
2014 stand er für sein Porträt der rechtsextremen Terroristin Beate Zschäpe auf der Shortlist für den Henri-Nannen-Preis.
2025 war er mit SPIEGEL-Kollegen für eine Recherche zum Anschlag auf die Nord-Stream-Pipelines für den Stern-Preis nominiert.

## Veröffentlichungen
- Wolf Schmidt: Frontotemporale Demenz: Plötzlich war da dieser Schimmel. In: die tageszeitung. 6. Januar 2010 (nominiert für den Deutschen Reporterpreis 2010)
- Martin Knobbe, Christoph Hickmann, Veit Medick (Hrsg.): Lockdown: Wie Deutschland in der Coronakrise knapp der Katastrophe entkam – Ein SPIEGEL-Buch. Deutsche Verlags-Anstalt, München 2020, ISBN 978-3-421-04878-3 (Co-Autor); eingeschränkte Vorschau in der Google-Buchsuche.
- Wolf Schmidt: Jung, deutsch, Taliban. Ch. Links Verlag, Berlin 2012, ISBN 978-3-86153-663-5; BpB, Bonn 2012, ISBN 978-3-8389-0279-1